# Richard H. Anderson

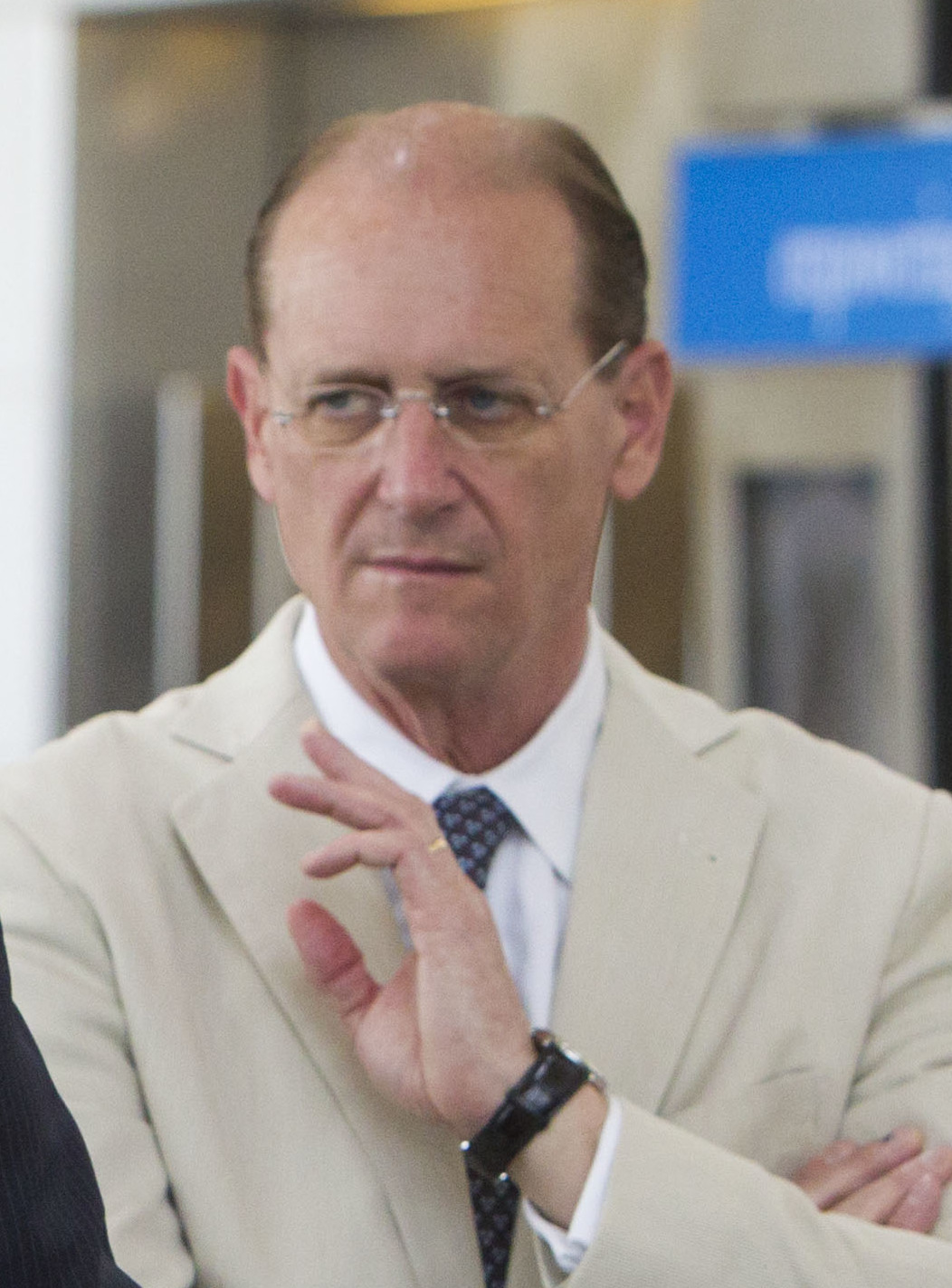
Richard H. Anderson

Richard H. Anderson (geboren am 2. Mai 1955 in Galveston, Texas) ist ein amerikanischer Manager im Transportbereich. Er leitete die Fluggesellschaften Northwest Airlines und Delta Airlines sowie die Bahngesellschaft Amtrak.

## Leben
Richard H. Anderson wuchs als drittes von fünf Kindern des Bahnarbeiters Hale Anderson und der Arzthelferin Frances auf. 1974, im Alter von 19 Jahren, als er gerade sein Studium an der Texas Tech University begonnen hatte, starben seine Eltern. Er unterbrach das Studium und schlug sich mit Gelegenheitsjobs durch, um den Lebensunterhalt für sich und seine beiden jüngeren Schwestern sicherzustellen. 1977 machte er dann schließlich seinen Abschluss als Bachelor of Science an der University of Houston – Clear Lake und 1982 seinen Abschluss als Juris Doctor am South Texas College of Law.
Anschließend arbeitete er als Staatsanwalt im Harris County. 1987 begann er eine Tätigkeit bei Continental Airlines in der Rechtsabteilung. 1990 wechselte er zur Northwest Airlines und begann eine Tätigkeit in der Rechtsabteilung. 1994 wechselte er in die Abteilung „Labor Relations, State Affairs and Law“ (Personal, Staatsangelegenheiten, Recht). Ab Januar 1997 bis zum Dezember 1998 war er im Bereich Technischer Betrieb und Flughäfen tätig. Danach war er als Chief Operating Officer für den operativen Geschäftsbetrieb zuständig. Ab 1. April 2001 bis zum Oktober 2004 war er Chief Executive Officer (CEO) der Northwest Airlines.
Ab 1. November 2004 bis zum August 2007 war er Executive Vice Präsident der UnitedHealth und daneben vom Januar 2005 bis zum 1. Januar 2008 war er CEO der UnitedHealth-Tochter Ingenix Inc. sowie vom Januar 2005 bis zum August 2007 Präsident der New Commercial Services Group. Während dieser Zeit saß er von 2004 bis zum Mai 2006 im Aufsichtsrat des Energieversorgers Xcel Energy.
Im April 2007 wurde er Mitglied des Aufsichtsrates der Fluggesellschaft Delta Air Lines und wurde zum 1. September 2007 CEO dieser Gesellschaft als Nachfolger von Gerald Grinstein. Im folgenden Jahr organisierte er die Fusion der Fluggesellschaft mit der Northwest Airlines zur damals größten Fluggesellschaft der Welt. Zum 2. Mai 2016 trat er von der Position des CEO zurück und war noch bis zum 11. Oktober 2016 Executive Chairman im Aufsichtsrat der Gesellschaft. Während dieser Zeit wurde 2014 Delta Air Lines von der Zeitschrift Air Transport World mit dem Titel Airline of the Year ausgezeichnet. Barron’s Magazine ernannte Anderson 2014 zum „World’s Best CEOs“ und Business Travel News führte ihn auf der Liste der wichtigsten Unternehmensführer.
Mit Wirkung zum 12. Juli 2017 wurde Richard H. Anderson zum Präsidenten und Co-CEO neben Charles W. Moorman von Amtrak bestellt. Nach dem Ende der Übergangsphase war er ab dem 31. Dezember 2017 alleiniger CEO der Bahngesellschaft. Am 2. März 2020 wurde seine Ablösung durch William J. Flynn zum 15. April 2020 bekanntgegeben. Bis zum Jahresende 2020 war er noch als Berater für Amtrak tätig.
Er war Vorsitzender der Air Transport Association of America (Airlines for America), sowie der International Air Transport Association. Er sitzt seit 2002 im Aufsichtsrat des Medizintechnikherstellers Medtronic und seit Mai 2006 im Aufsichtsrat des Nahrungsmittelkonzerns Cargill.
Weiterhin war oder ist er im Aufsichtsrat des Henry Ford Museums, der Federal Reserve Bank of Atlanta, der Greater Twin Cities United Way and Minnesota Mutual Companies Group, der Minnesota Life Insurance Company, der MAIR Holdings Inc., des St. Thomas College of Business und des Minneapolis Institute of Art. Im Mai 2024 wurde er in den Aufsichtsrat der Norfolk Southern Corporation gewählt.
Richard H. Anderson ist verheiratet und hat zwei Kinder.